# Stade Rennais Football Club 2015-2016
Questa voce raccoglie le informazioni riguardanti lo Stade Rennais Football Club nelle competizioni ufficiali della stagione 2015-2016.